# Rhipidoglossum ugandense
Rhipidoglossum ugandense là một loài thực vật có hoa trong họ Lan. Loài này được (Rendle) Garay miêu tả khoa học đầu tiên năm 1972.